# 奔跑吧！台北
《奔跑吧！台北》是一款由「圖文不符」團隊製作，於2017年12月21日推出的像素風格跑酷網頁遊戲。遊戲以當時就任臺北市市長滿三年的柯文哲為主角，宣傳柯文哲的施政成績。遊戲可以在電腦或智慧型手機上運行。但現在已經找不到該網頁遊戲了。

## 內容

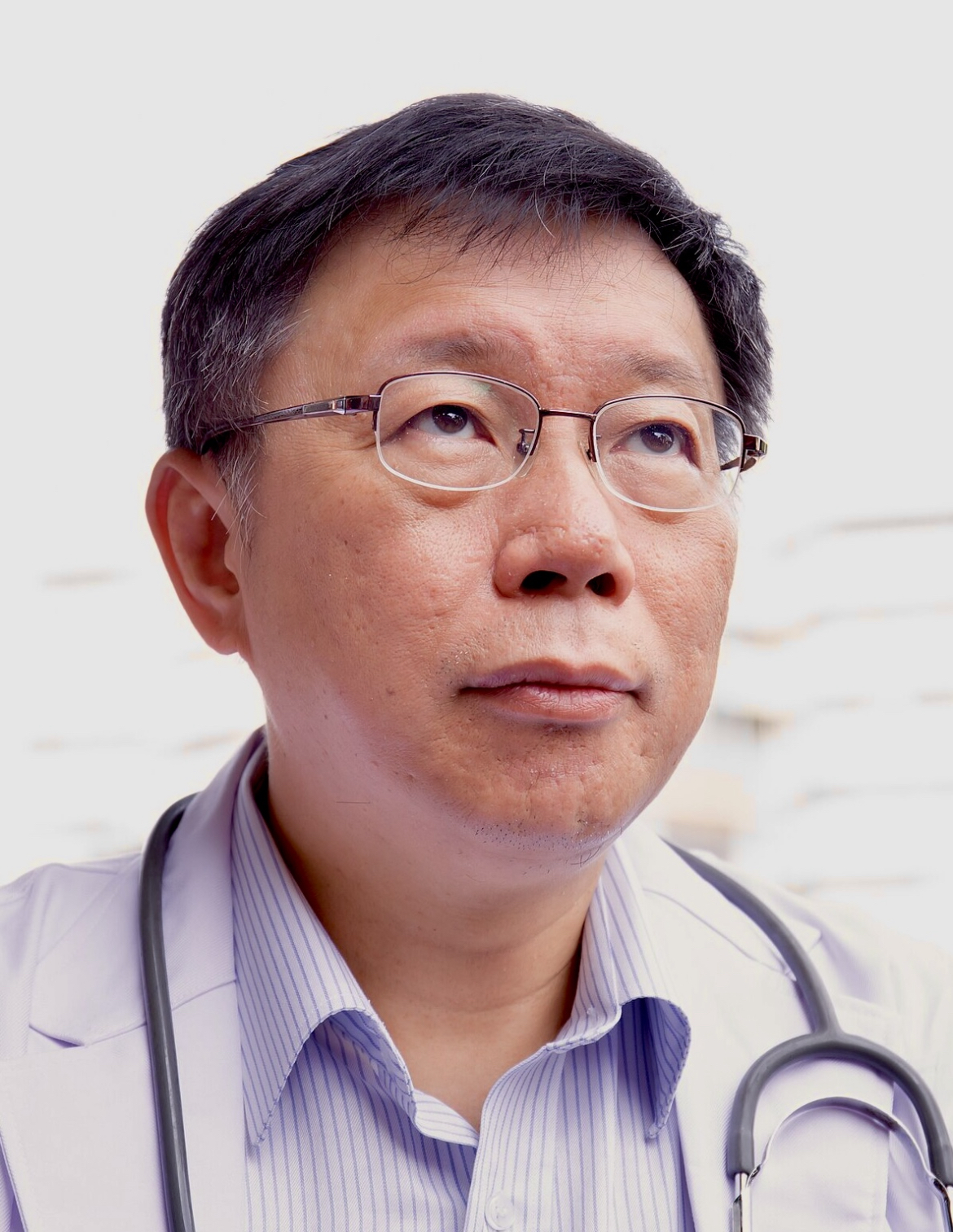
《奔跑吧！台北》的主角柯文哲。

《奔跑吧！台北》是一款像素風格橫向捲軸遊戲，玩家在遊戲中扮演擔任臺北市市長的柯文哲，用跑酷形式通過以臺北市各地為背景的五個關卡，並完成與老人共餐、軸線翻轉、建設公共住宅等任務，模擬柯文哲擔任市長時遇到的各種難題。遊戲中使用許多柯文哲所說過的話作為對白，並使用臺北市各地的名產，如大腸包小腸、香雞排等作為道具。玩家在通關後會依照積分得到不同的評價，S為最高，F為最低，每種評價都有對應的標語。除了可以使用柯文哲作為主角，玩家達成特定條件時，還可以得到隱藏角色——2017年臺北世大運的吉祥物熊讚。

## 迴響
身為遊戲的主角，柯文哲在Facebook個人頁面上表示「對我來說，電腦是工具，不是遊戲機，所以我對遊戲不熟」，且也不了解製作團隊刻意設計的像素風格，誤以為遊戲的畫素很差。儘管他認為自己無法理解年輕人的喜好，也認為自己的年紀已經不適合玩電玩，但表示既然大眾反應不錯，就應該放手去做。
遊戲得到了許多柯文哲支持者的好評，在柯文哲Facebook個人頁面的留言指出比起過去枯燥乏味的文字宣導，遊戲更加清楚、輕鬆有趣，也有對遊戲美術風格的讚揚。而柯文哲在遊玩過程中不斷受到遊戲中的障礙物阻擋，未能通過第一個關卡，他在玩過遊戲後表示比批改公文還累。

## 外部連結
- 《奔跑吧！台北》遊戲頁面